# Berchemia pakistanica
Berchemia pakistanica là một loài thực vật có hoa trong họ Táo. Loài này được Browicz mô tả khoa học đầu tiên năm 1977.